# Listă de companii din China
Aceasta este o listă de companii din Republica Populară Chineză.

## A
- Agricultural Bank of China

## C
- China Mobile
- China Unicom
- China Southern Airlines
- China National Petroleum Corporation

## I
- ICBC